# Ambesangu, Bhalki
Ambesangu là một làng thuộc tehsil Bhalki, huyện Bidar, bang Karnataka, Ấn Độ.